# Дом-музей И. А. Плиева
Дом-музей И. А. Плиева (также известен как Особняк Маевского) — памятник архитектуры и истории во Владикавказе, Северная Осетия. Объект культурного наследия России регионального значения. В здании находится музей, в котором демонстрируются техника времён Великой Отечественной войны и различные экспонаты, связанные с жизнью и деятельностью дважды Героя Советского Союза Иссы Александровича Плиева. Филиал Национального музея Республики Северная Осетия — Алания.
Расположен в исторической части города на восточной стороне улицы Бородинской, дом 7. Ближайшие объекты культурного наследия по Бородинской улице — дом № 4, где в 1940—1964 гг. жил и умер учёный-зоотехник Георгий Федорович Мухин и Дом-гостиница католического прихода (дом 11).
Одноэтажный кирпичный дом построен во второй половине XIX века собственником фабричным инспектором Маевским. В 1920-х годах был национализирован. В послевоенное время здесь проживали мать Иссы Плиева Аминат Игнатьевна и его сестра Хадизат. С 1946 по 1978 года Исса Плиев, будучи депутатом шести созывов Верховного Совета СССР (1946—1971), останавливался в этом доме во время своих приездов во Владикавказ. Здесь же у него был личный кабинет, в котором он вёл депутатский приём.
7 мая 1985 года состоялось торжественное открытие Дома-музея. 7 мая 2016 года на главном фасаде была установлена мемориальная доска (автор: скульптор Тамерлан Зангиев).
Ежегодно в музее принимают присягу новобранцы 58-й Армии.
Описание
Дом находится в плотной городской застройке. Северный торцевой фасад представляет собой брандмауэр. Главный фасад, имеющий пять прямоугольных окон, завершает высокая стена ограждения с воротами. Оконные проёмы украшены пилястрами; окна венчают замки. Вход через парадную с Бородинской улицы и со двора.
Количество экспонатов в музее — 380 единиц. Общая площадь составляет 550 квадратных метров, в том числе — 380 квадратных метров экспозиции.